# Пенуел (футбольний клуб)
«Пенуе́л» — український християнський футбольний клуб з Кривого Рогу, заснований у 2005 році, в якому зараз задіяно близько 250 людей різного віку, починаючи з 5-и років, серед яких є і жіноча команда. З 2023 року грає в Чемпіонаті України серед аматорських команд.

## Історія
Футбольний клуб «Пенуел» створений у 2005 році як християнський соціально-спортивний проект на базі громадської ініціативи «Пенуел» за сприяння місцевої православної громади. Спочатку команда налічувала лише одну групу, але вже до 2006—2007 років у клубі тренувалося понад 200 дітей і дорослих різного віку, зокрема жіноча команда та дитячі секції від 3 років.
У сезонах 2018—2022 «Пенуел» регулярно брав участь у Суперлізі Чемпіонату Дніпропетровської області, а у сезоні 2021/22 році юнацька команда клубу дебютувала в Першій лізі чемпіонату України серед команд U-19.
З 2023 року бере участь у Чемпіонаті України серед аматорів.
2025 року «Пенуел» подав документи на атестацію, щоб взяти участь у Другій лізі 2025/26.

## Стадіон
Домашньою ареною клубу є стадіон «Світло» в Кривому Розі, розрахований на 500 глядачів. У 2018 році завдяки краудфандінговій кампанії клуб викупив стадіон у занедбаному стані й почав його реконструкцію.

## Ідентифікація
- Кольори клубу: синій і білий.
- Емблема: стилізований лев у центрі синьо-білого щита, що символізує християнські цінності команди. За словами президента клубу лев — важливий символ в Біблії. Там написано, що той, хто за справедливість — впевнений, як лев[6].
- Назва походить з терміну Пенуел, який взятий з Біблії і говорить про «зустріч з Богом лицем до лиця» (Буття 32:30)[6].